# میکرواینجکشن فیزیولوژیک
میکرواینجکشن فیزیولوژیک در این روش در یکسری دیش‌های مخصوص که رویشان قطرات حاوی هیالورونیک اسید قرار گرفته‌است اسپرم‌ها را قرار داده، در طی این فرایند فقط اسپرم‌هایی با شکل و حرکت نرمال و بالغ به این قطرات متصل می‌شوند و از حرکتشان هم کم می‌شود، در نتیجه نیازی به استفاده از PVP هم جهت بی حرکت کردن اسپرم نخواهد بود. لازم به ذکر است که PVP یک ماده ی شیمیایی است و روی اسپرم اثر بدی دارد.
علت اتصال این نوع اسپرم‌ها (نرمال) به این دلیل است که فقط در سطح اسپرم‌های نرمال و با پیوستگی DNA گیرنده‌های هیالورونیک اسید ظاهر می‌شود و در نتیجه اسپرم به این قطرات متصل می گردد. در شرایط In-vivo به علت ترشح هیالورونیک اسید از مایع فولیکولی این اسپرم‌های نرمال به سمت تخمک می روند و لقاح صورت می‌گیرد. در این روش نیز شرایطی مشابه شرایط طبیعی بدن ایجاد می‌شود و در نتیجه احتمال  انتخاب اسپرم‌های نرمال و موفقیت افزایش می یابد .